# Acrotritia peruensis
Acrotritia peruensis är en kvalsterart som först beskrevs av Hammer 1961.  Acrotritia peruensis ingår i släktet Acrotritia och familjen Euphthiracaridae. Inga underarter finns listade i Catalogue of Life.